# Arctowski (kamień)

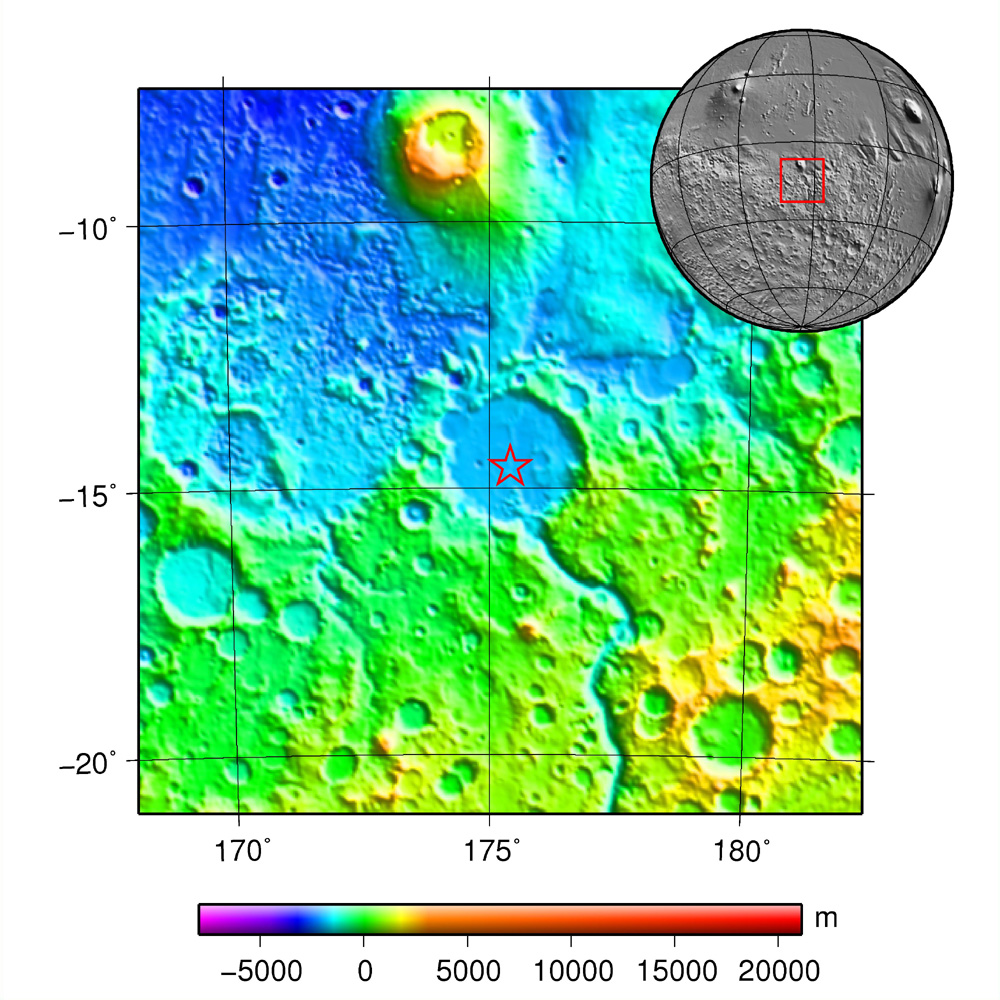
Lokalizacja Arctowskiego na mapie Marsa

Arctowski – kamień uwieczniony w 2006 roku na zdjęciu wykonanym przez łazik Spirit podczas misji Mars Exploration Rover-A , w skrócie MER-A. na powierzchni Marsa. Nazwany od nazwiska polskiego geografa, geofizyka, geologa, meteorologa, glacjologa i podróżnika Henryka Arctowskiego. W 871 Soli misji poświęcono 60 minut, aby kamień został przebadany wraz z trzema innymi: Law-Ricovita, Tor oraz Scott Base spektrometrem zainstalowanym na pokładzie łazika (Mini-TES), który przesłał dane do sondy komunikacyjnej Mars Odyssey 2001 Orbiter.

## Zobacz też

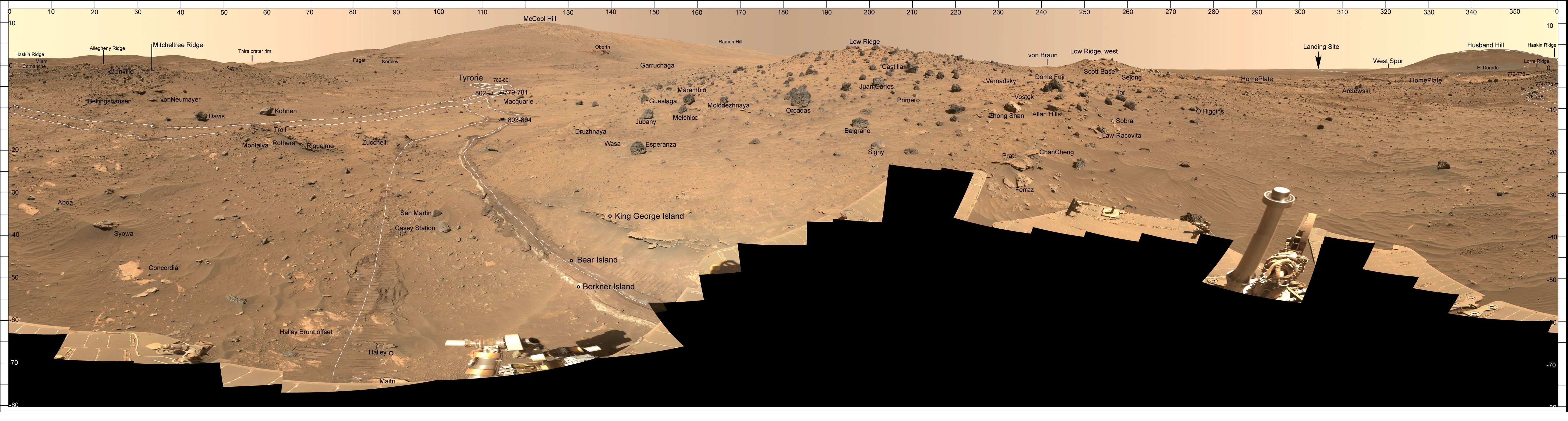
Arctowski widoczny w prawym górnym rogu na zdjęciu zrobionym przez łazik Spirit.